# Back in Business
Back in Business es el álbum retorno del dúo de hip hop EPMD, que habían disuelto el grupo por problemas personales en 1992. Tras la publicación de cuatro álbumes de éxito entre 1988 y 1992 (todos los cuales son considerados clásicos), el dúo volvió con una nueva publicación. El sencillo "Da Joint" se convirtió en su segundo hit en el Billboard Hot 100 en 1997.
El álbum logró la certificación de oro por la RIAA el 17 de noviembre de 1997.

## Lista de canciones
| #  | Título                      | Productor(es)                | Intérprete(s)                                     |
| -- | --------------------------- | ---------------------------- | ------------------------------------------------- |
| 1  | "Intro"                     | Erick Sermon                 | *Interlude*                                       |
| 2  | "Richter Scale"             | Erick Sermon                 | Erick Sermon, Parrish Smith                       |
| 3  | "Da Joint"                  | Erick Sermon, Rockwilder     | Erick Sermon, Parrish Smith                       |
| 4  | "Never Seen Before"         | Erick Sermon                 | Erick Sermon, Parrish Smith                       |
| 5  | "Skit"                      | Parrish Smith                | *Interlude*                                       |
| 6  | "Intrigued"                 | Erick Sermon                 | Erick Sermon, Parrish Smith, Das EFX              |
| 7  | "Last Man Standing"         | Parrish Smith, Erick Sermon  | Erick Sermon, Parrish Smith                       |
| 8  | "Get wit This"              | Erick Sermon                 | Erick Sermon, Parrish Smith                       |
| 9  | "Do It Again"               | Erick Sermon                 | Erick Sermon, Parrish Smith                       |
| 10 | "Apollo Interlude"          | Erick Sermon                 | *Interlude*                                       |
| 11 | "You Gots 2 Chill '97"      | Erick Sermon, Parrish Smith  | Erick Sermon, Parrish Smith                       |
| 12 | "Put On"                    | DJ Scratch                   | Erick Sermon, Parrish Smith                       |
| 13 | "K.I.M."                    | Erick Sermon                 | Erick Sermon, Parrish Smith, Redman, Keith Murray |
| 14 | "Dungeon Master"            | Parrish Smith, 8-Off Agallah | Erick Sermon, Parrish Smith, Nocturnal            |
| 15 | "Jane 5"                    | Parrish Smith                | Erick Sermon, Parrish Smith                       |
| 16 | "Never Seen Before [Remix]" | Erick Sermon                 | Erick Sermon, Parrish Smith                       |

## Samples
Richter Scale
- "Person to Person" por Average White Band
- "Jungle Boogie" por Kool & the Gang
- "California Love" por 2Pac

Da Joint
- "Think (About It)" por Lyn Collins
- "Think" por Aretha Franklin
- "Help Me Make It Through the Night" por Gladys Knight & the Pips

Never Seen Before
- "Just Kissed My Baby" por The Meters
- "Timebomb" por Public Enemy

Last Man Standing
- "Midnight Groove" por Love Unlimited Orchestra
- "Hell on Earth (Front Lines)" por Mobb Deep

Get Wit This
- "Big Beat" por Billy Squier

Do It Again
- "Funkin 4 Jamaica" por Tom Browne

You Gots to Chill '97
- "Jungle Boogie" por Kool & the Gang
- "More Bounce to the Ounce" por Zapp Band

K.I.M.
- "Symphony No. 40 in G Minor, K.550 (3rd Movement)" por Wolfgang Amadeus Mozart

Jane 5
- "Mary Jane" por Rick James
- "Papa Was Too (Live)" por Joe Tex
- "Who Killed Jane?" por EPMD

Never Seen Before (Remix)
- "Watching You" por Slave

## Posiciones del álbum en las listas de éxitos
| Año  | Álbum            | Posición en listas | Posición en listas     | Posición en listas |
| Año  | Álbum            | Billboard 200      | Top R&B/Hip Hop Albums |                    |
| 1997 | Back In Business | #16                | #4                     |                    |

## Posiciones de los sencillos en las listas de éxitos
| Año  | Canción         | Posición en listas | Posición en listas               | Posición en listas |                                    |
| Año  | Canción         | Billboard Hot 100  | Hot R&B/Hip-Hop Singles & Tracks | Hot Rap Singles    | Hot Dance Music/Maxi-Singles Sales |
| 1997 | "Da Joint"      | #94                | #45                              | #17                | #5                                 |
| 1997 | "Richter Scale" | -                  | #62                              | -                  | -                                  |